# Heuliez Bus
Heuliez Bus is een busfabrikant in Mauléon, Frankrijk. Het bedrijf werd in 1980 opgericht als onderdeel van Heuliez. In 1998 werd dit onderdeel verkocht aan Renault, dat in 1999 zijn busdivisie met Iveco integreerde in Irisbus. Sindsdien was Heuliez Bus een onderdeel van Irisbus Iveco. Sinds 2013 is Heuliez Bus onderdeel van CNH Industrial, waar Iveco Bus ook onder valt.

## Geschiedenis
In 1980 werd Heuliez Bus opgericht, als onderdeel van Heuliez, om voor Mercedes-Benz enkele exemplaren van de Mercedes-Benz O305 te bouwen. In totaal werden 600 exemplaren van O305 en O305G-bussen gebouwd bij Heuliez Bus.
In 1982 begon Heuliez Bus zijn eigen minibus te ontwikkelen op basis van de Renault Master. Dit werd de Heuliez GX 17.
In samenwerking met RVI werden in de jaren daarna onder andere de Heuliez GX 107 en Heuliez GX 187 ontwikkeld. Op basis van de O305 werd voor Nantes de Heuliez GX 44 ontwikkeld en speciaal voor Marseille werd de Heuliez GX 113 ontwikkeld.
In 1991 werden de aandelen van Heuliez Bus gekocht door RENAULT V.I. en Volvo. Dit was als gevolg van het fuseringsproject RENAULT/VOLVO.
In 1994 kwam Heuliez Bus, in navolging van andere busfabrikanten, met de eerste lagevloerbus. Dit werd onder de naam Acces BUS gelanceerd en vanaf toen vielen alle nieuw ontwikkelde bussen in hun assortiment onder deze naam. De eerste bus die eronder viel was de Heuliez GX 317.
Van 1995 tot 2001 produceerde het bedrijf in samenwerking met Volvo de Heuliez GX 217 en Heuliez GX 417.
In 1998 kocht Renault de aandelen van Volvo op en werd volledig eigenaar van Heuliez Bus. In 1999 integreerde Renault zijn busdivisie samen met de busdivisie van Iveco in Irisbus.
Sinds 2002 zijn de productie van de Irisbus Civis en Irisbus Cristalis ondergebracht onder Heuliez Bus. Naast bussen voor Irisbus, produceert Heuliez Bus nog steeds bussen onder eigen merk.
Vanaf de oprichting heeft Heuliez bus meer dan 13.000 bussen geproduceerd. De meeste bussen komen voor in Frankrijk, maar daarnaast zijn ook verschillende exemplaren geëxporteerd naar onder andere Nederland en Italië.

## Assortiment

### Huidige gamma
- GX 137 2013-heden
- GX 337 2013-heden
- GX 437 2013-heden
- GX 437 Linium ELEC 2019-heden

### Voormalig gamma
- Heuliez GX 17; 1982-1990
- Heuliez GX 107; 1984–1996
- Heuliez GX 187; 1984-1996
- Heuliez GX 113; 1985-1994
- Heuliez GX 44; 1986–1991
- Heuliez GX 77H; 1990-1999
- Heuliez GX 317; 1994-2005
- Heuliez GX 217; 1995-2007
- Heuliez TRIBUS GX 237; 1986-??
- Heuliez GX 417; 1995-2007
- Heuliez GX 117; 1999-2006
- GX 127 2006-2013
- GX 327 2005-2013
- GX 427 2007-2013
- Heuliez O305; 1980-??
- Heuliez GX 27; ??
- Heuliez GX 37; ??
- Heuliez GX 37H; ??
- Heuliez GX 47; ??
- Heuliez GX 57; ??
- Heuliez GX 87; ??
- Heuliez PR10S; ??

## Foto's

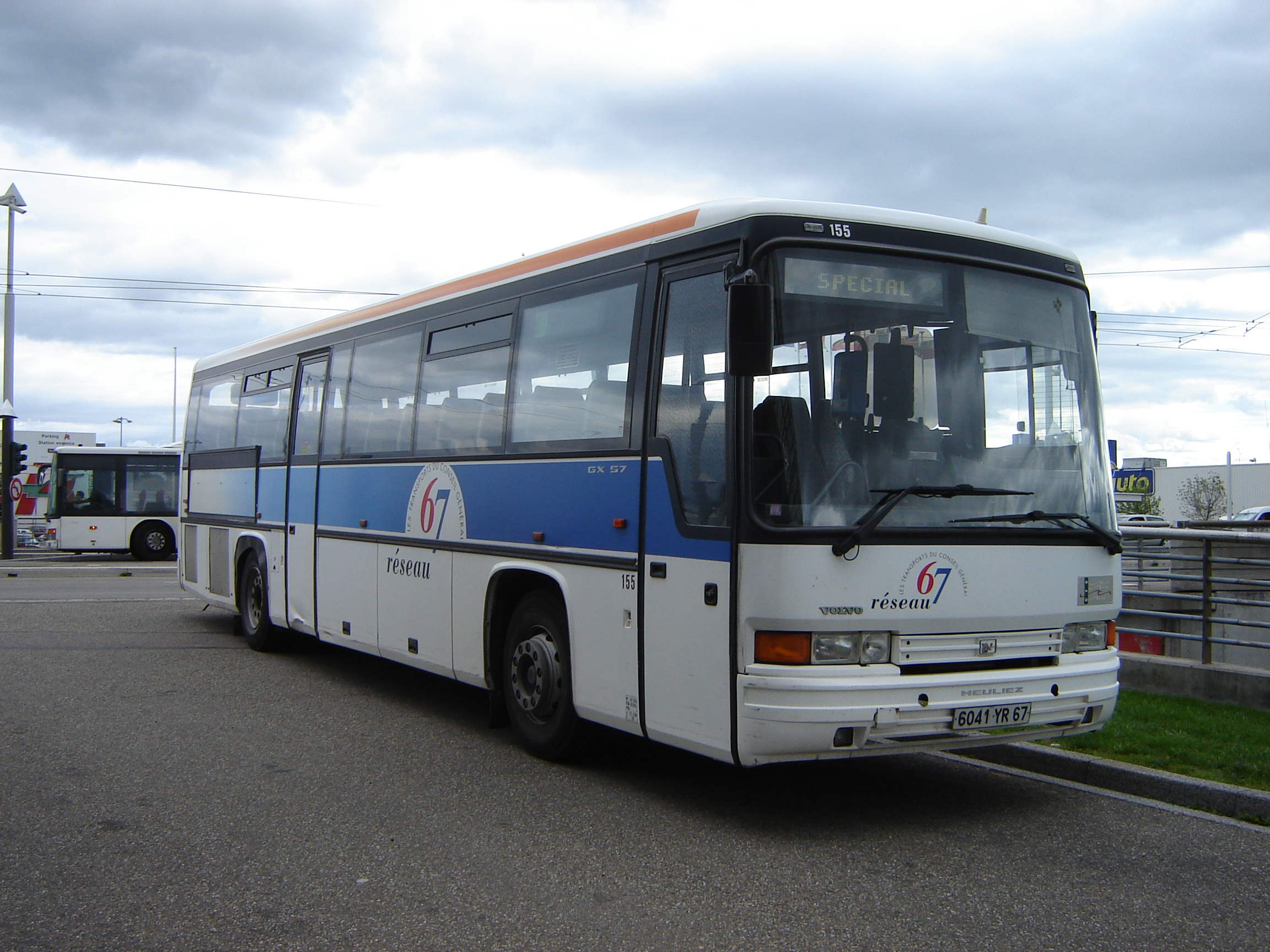
Heuliez GX 57
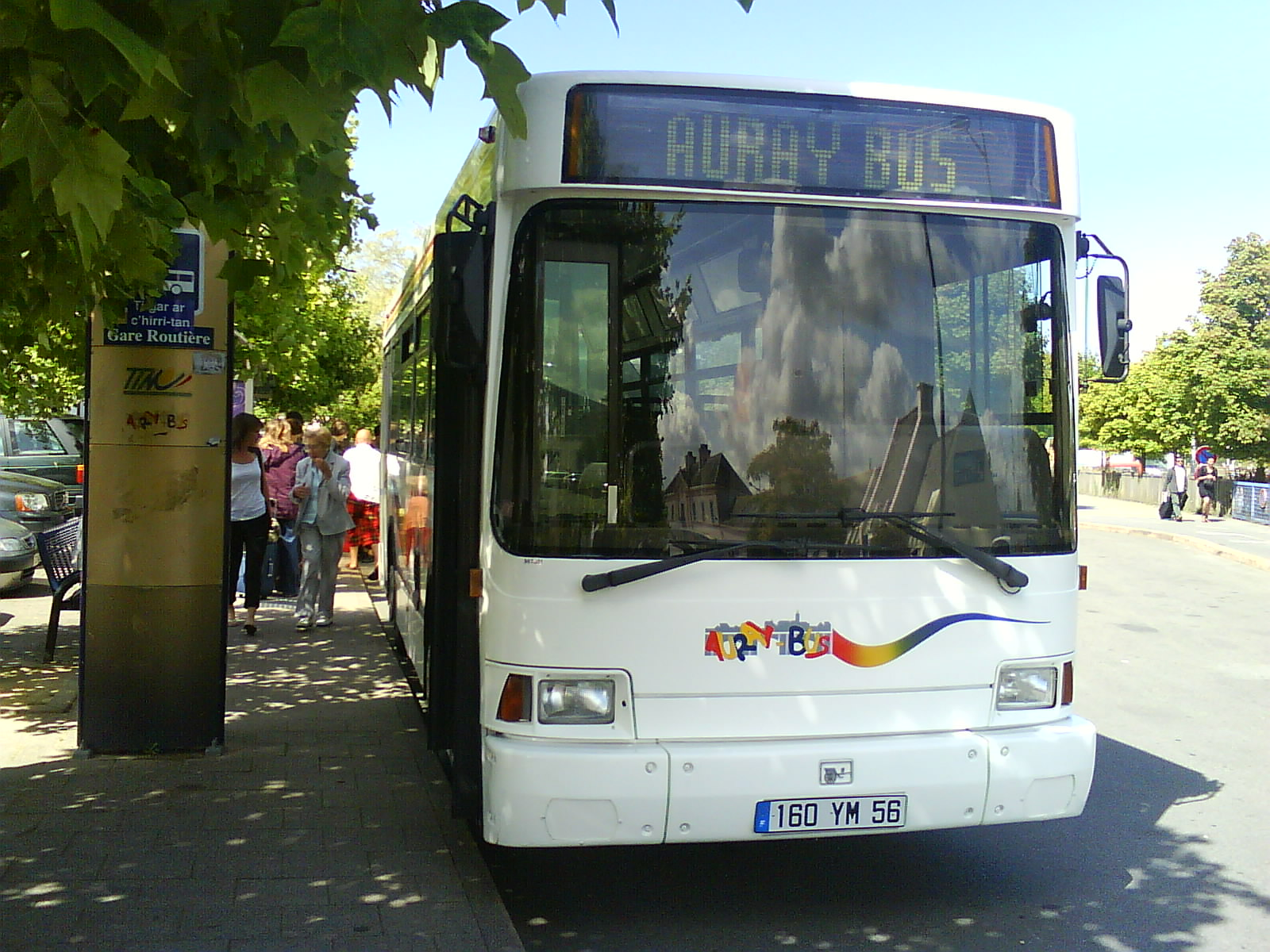
Heuliez GX 77H
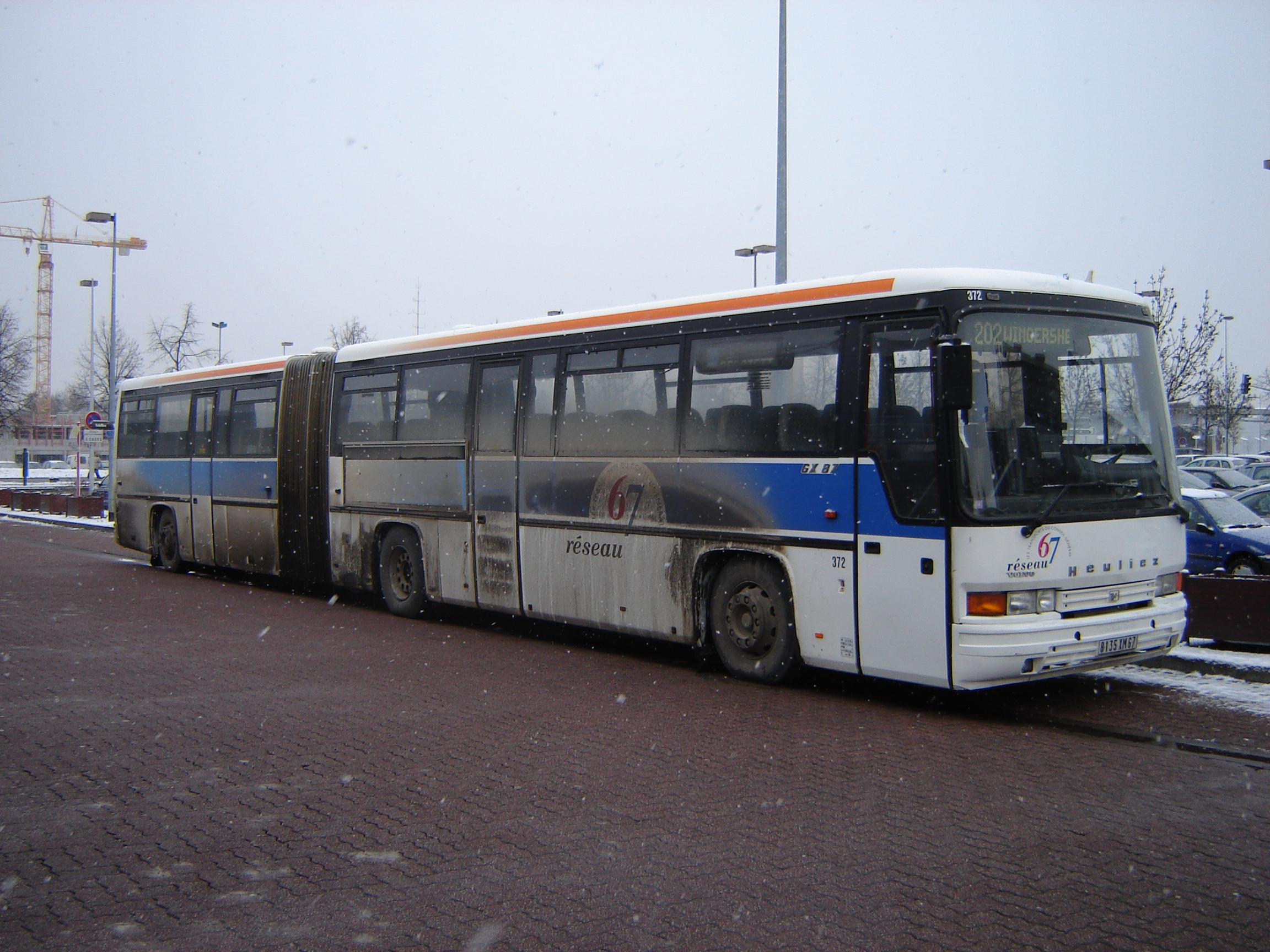
Heuliez GX 87
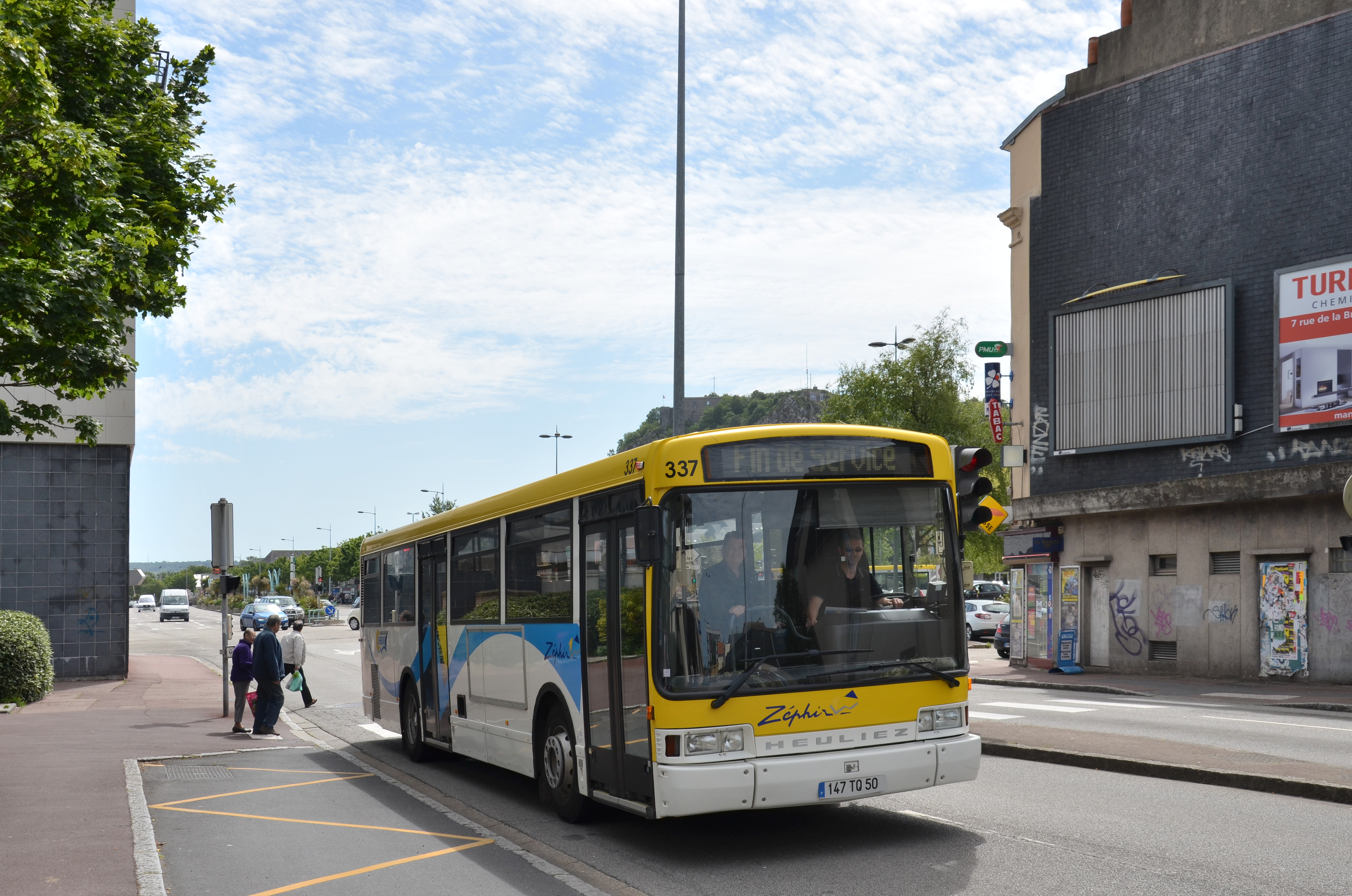
Heuliez GX 107
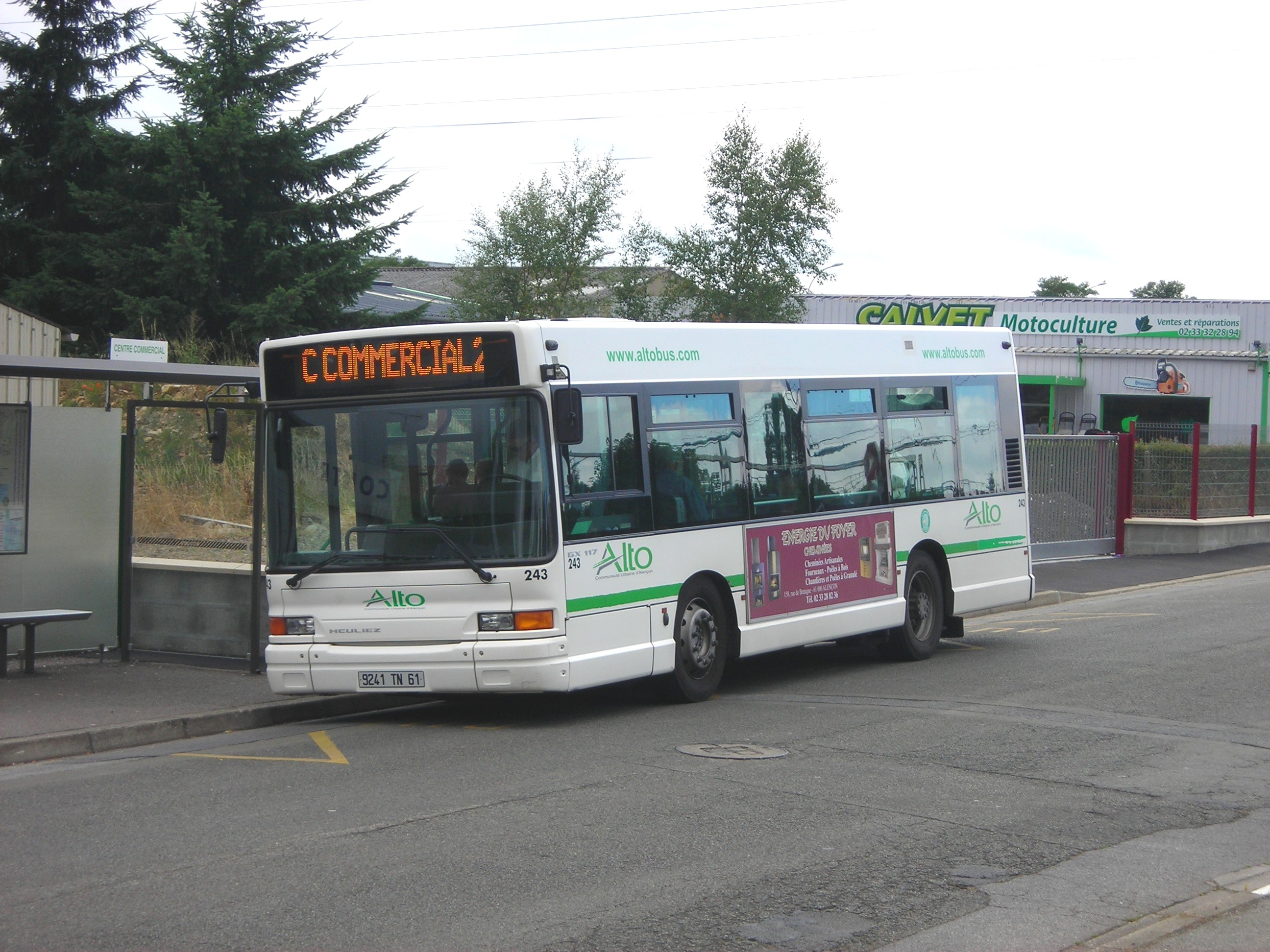
Heuliez GX 117
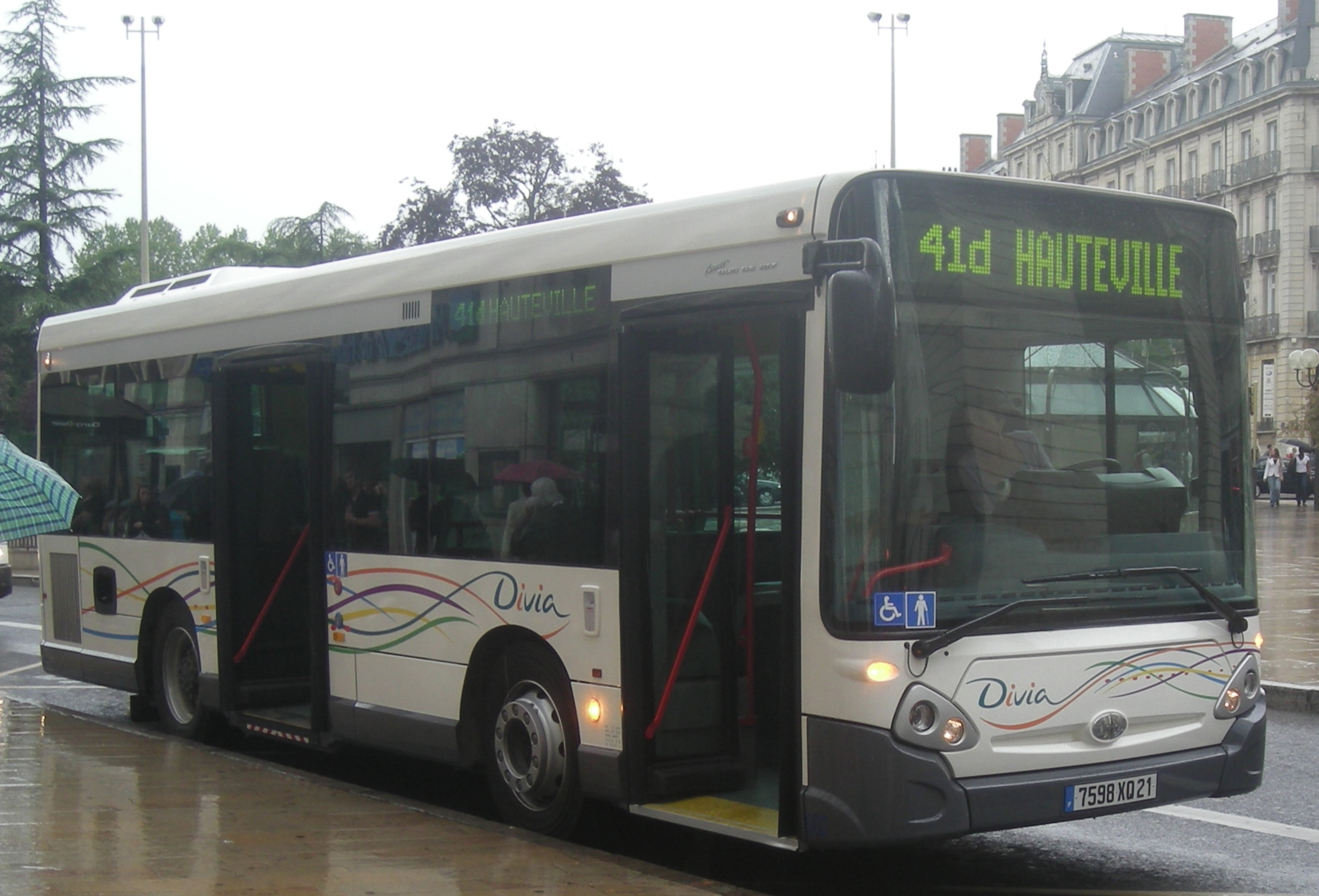
Heuliez GX 127
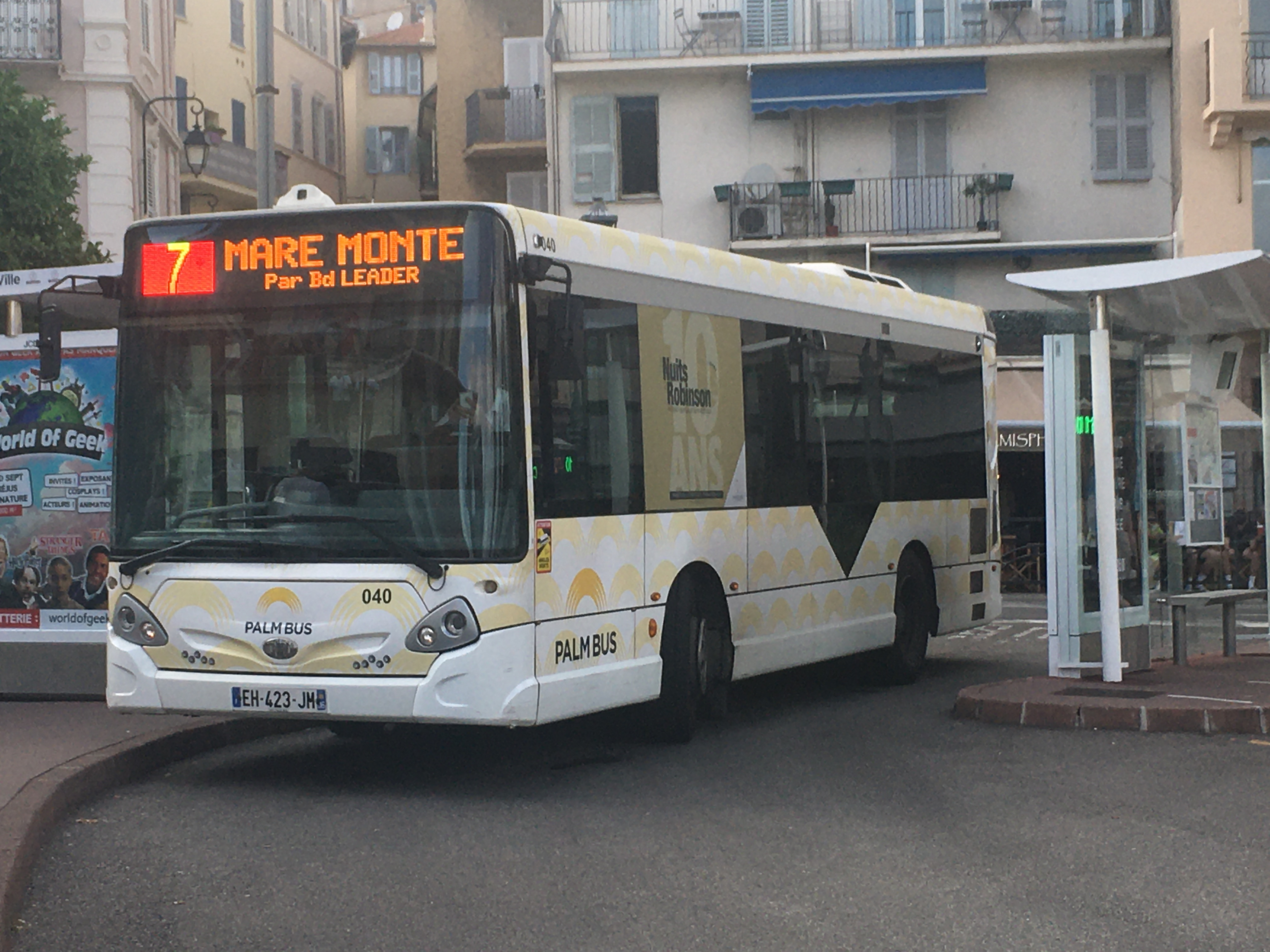
Heuliez GX 137
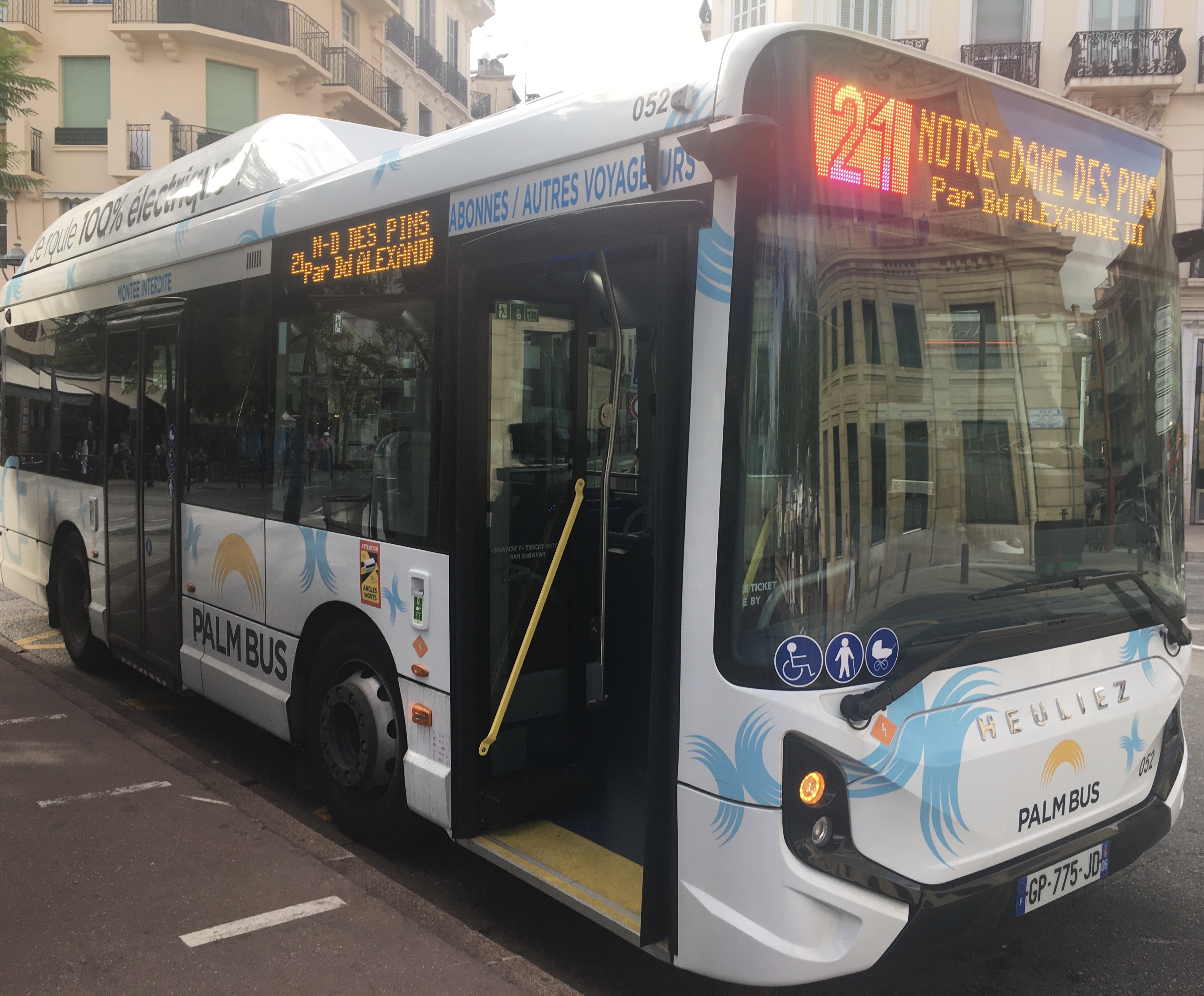
Heuliez GX 137 LE
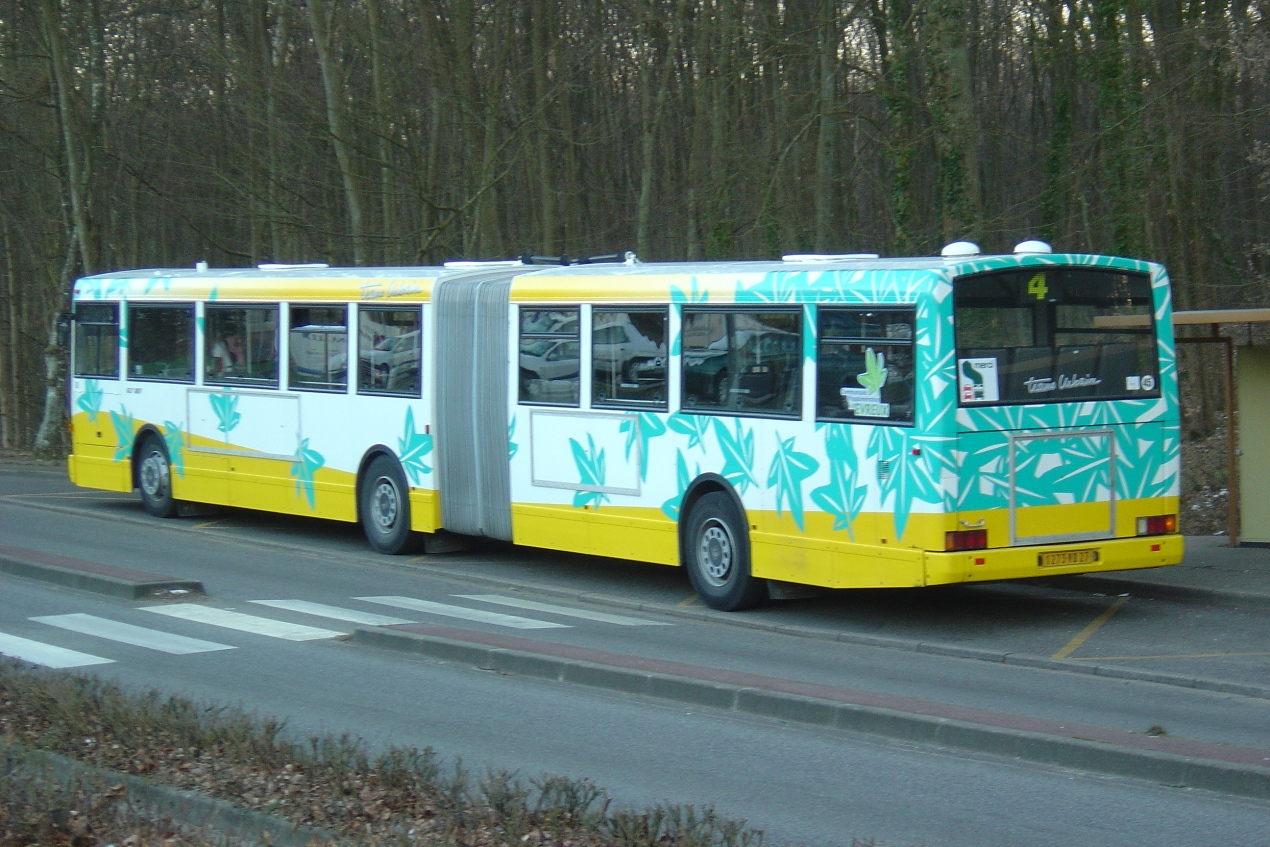
Heuliez GX 187
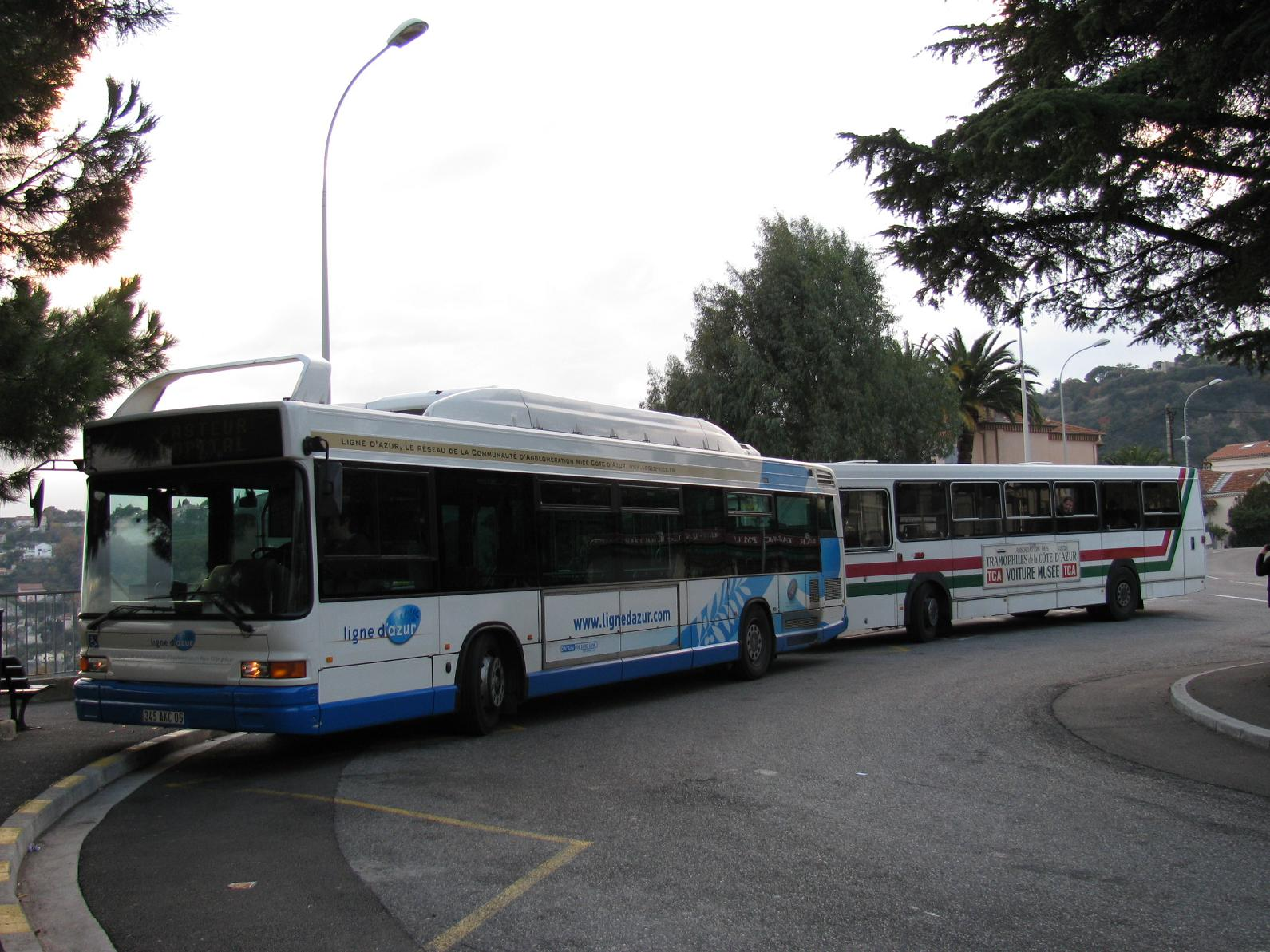
Heuliez GX 217 CNG
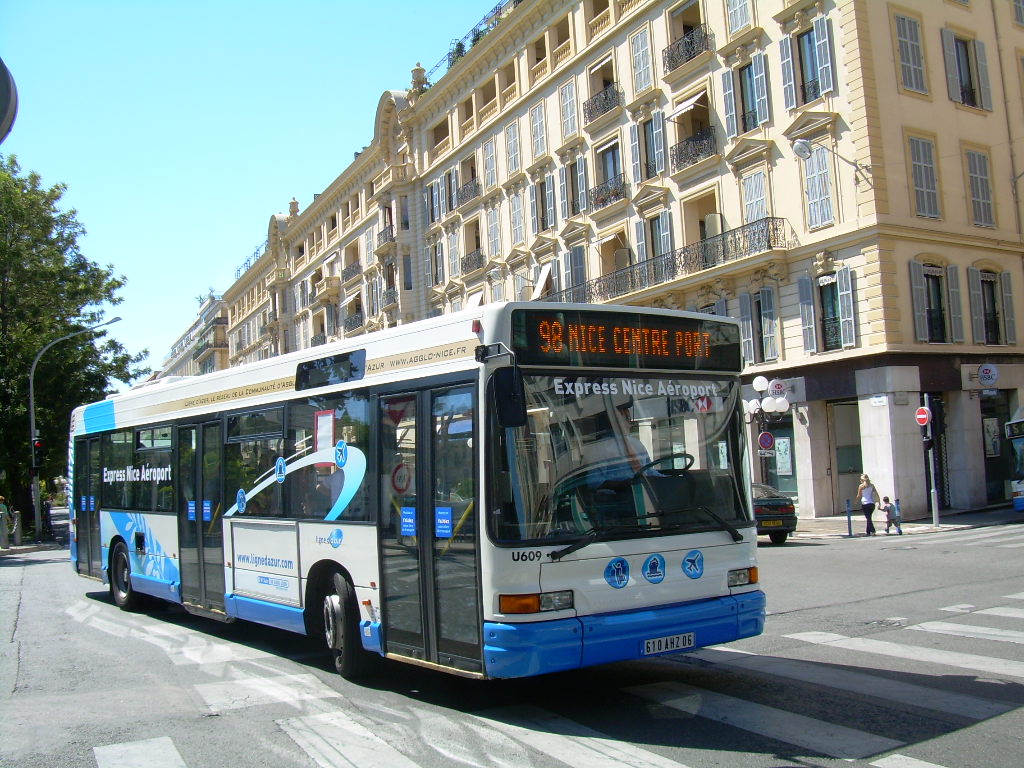
Heuliez GX 317
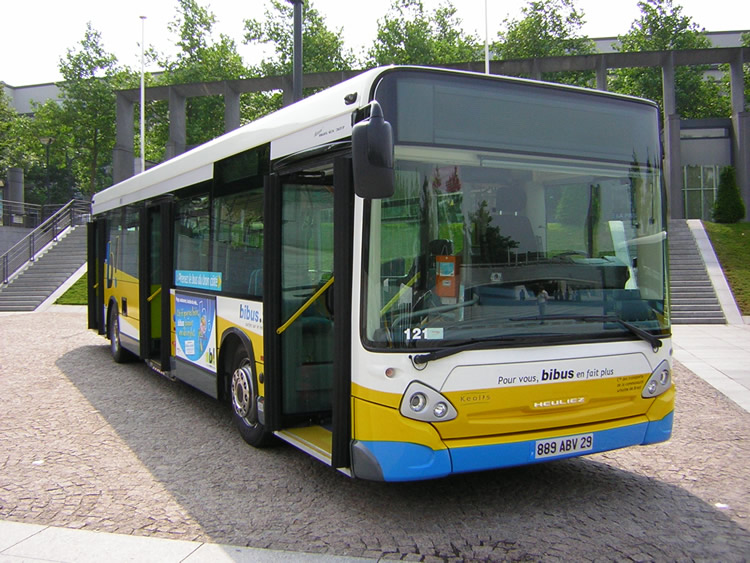
Heuliez GX 327
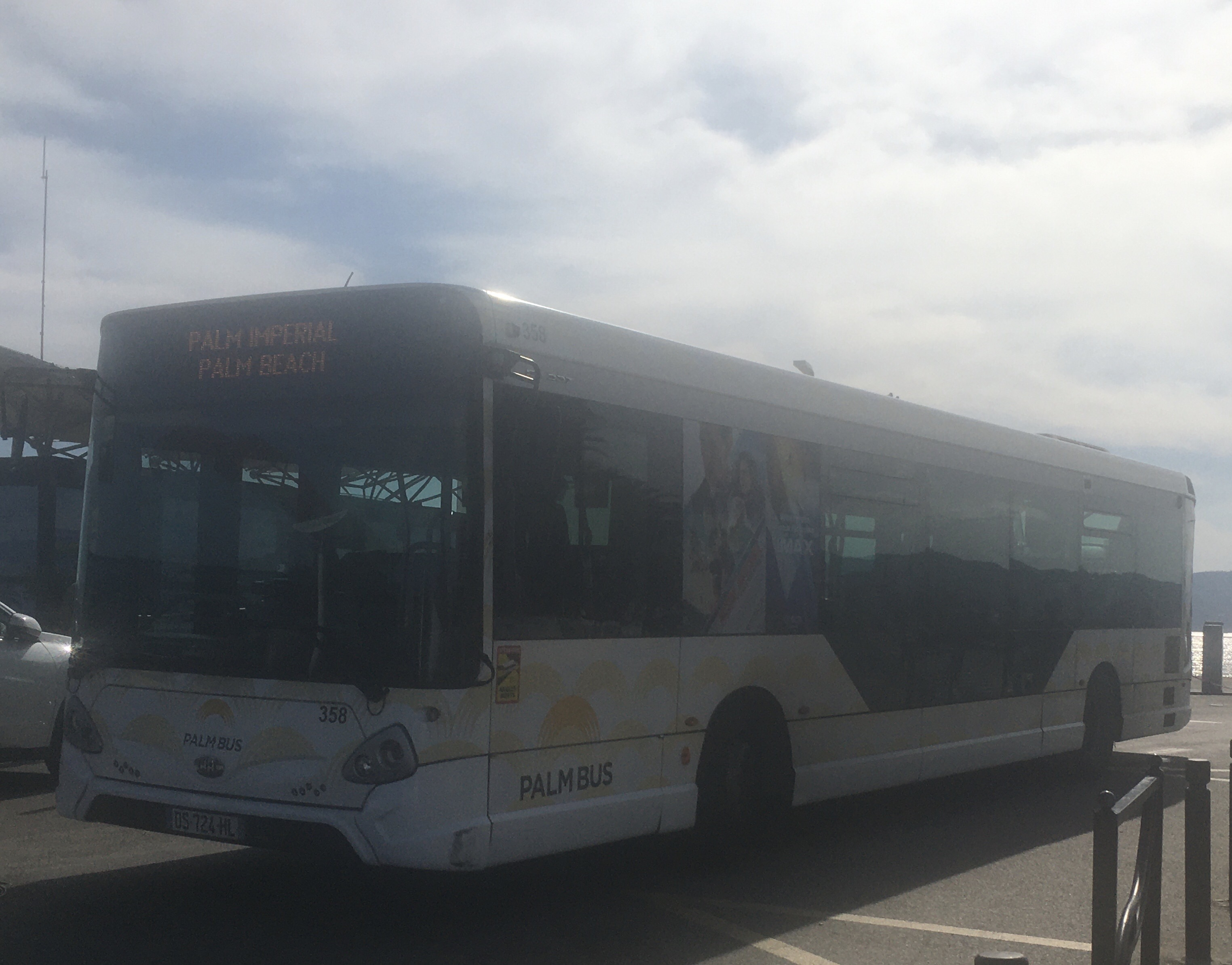
Heuliez GX 337
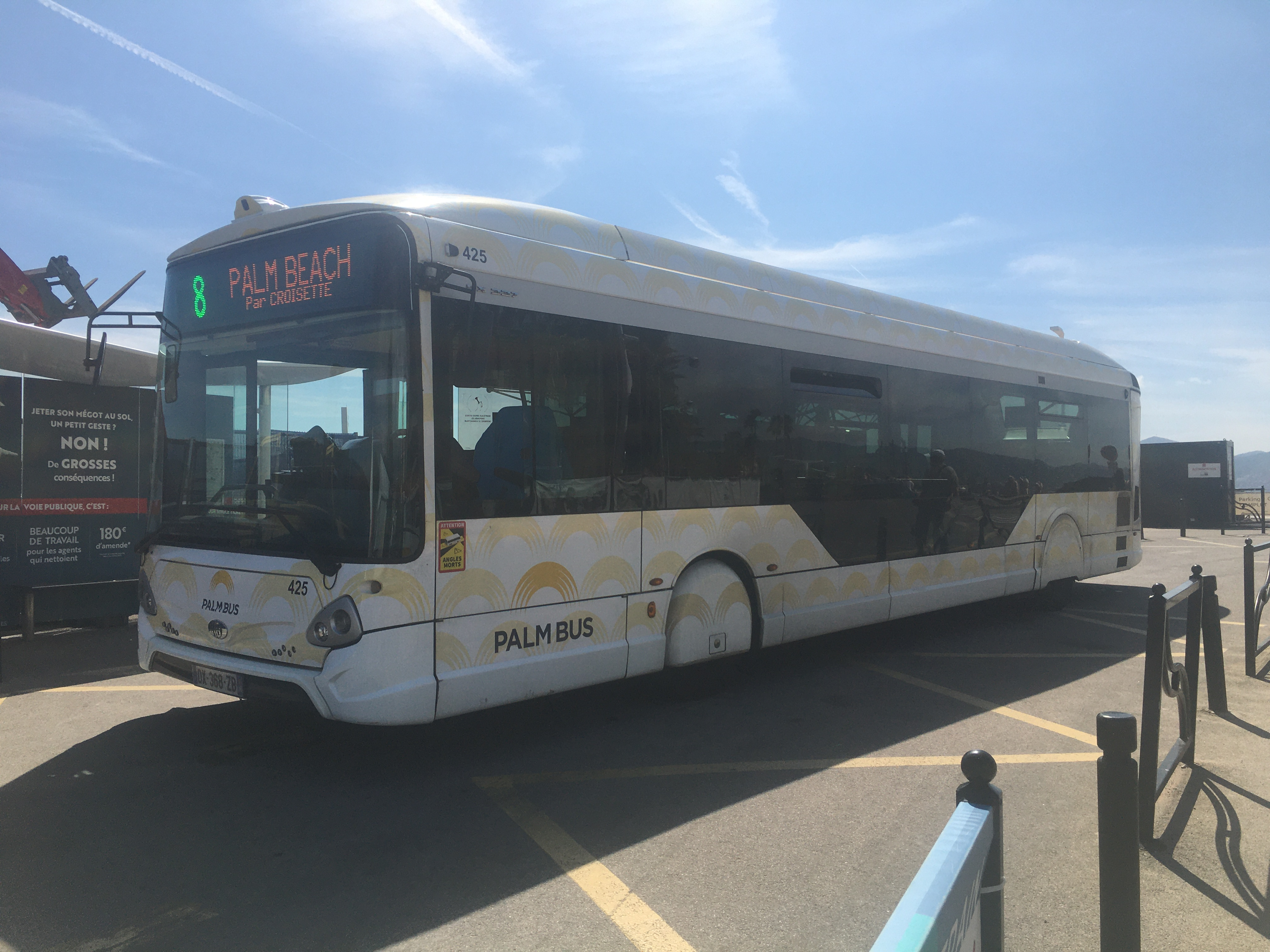
Heuliez GX 337 BHNS
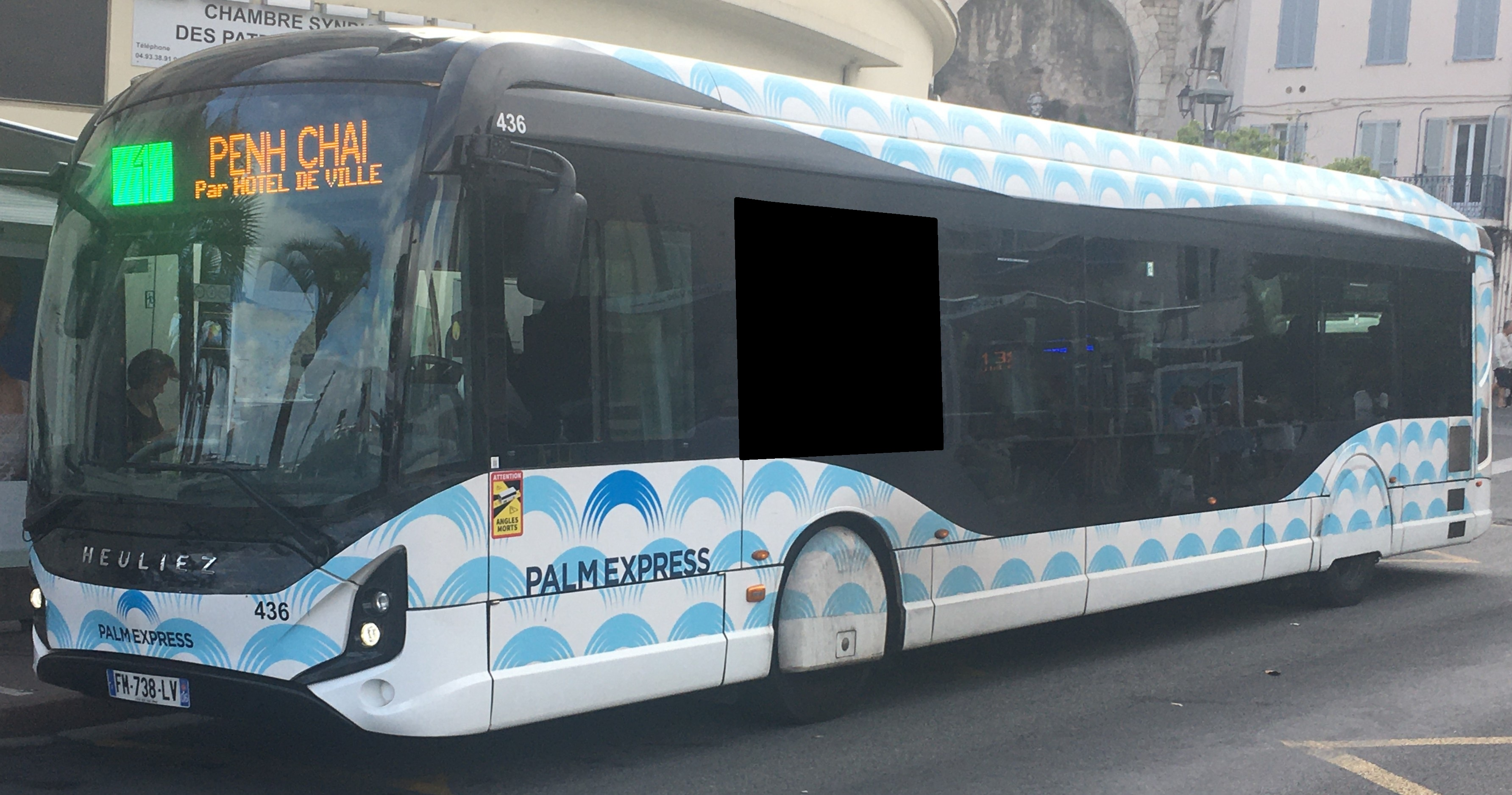
Heuliez GX 337 Linium
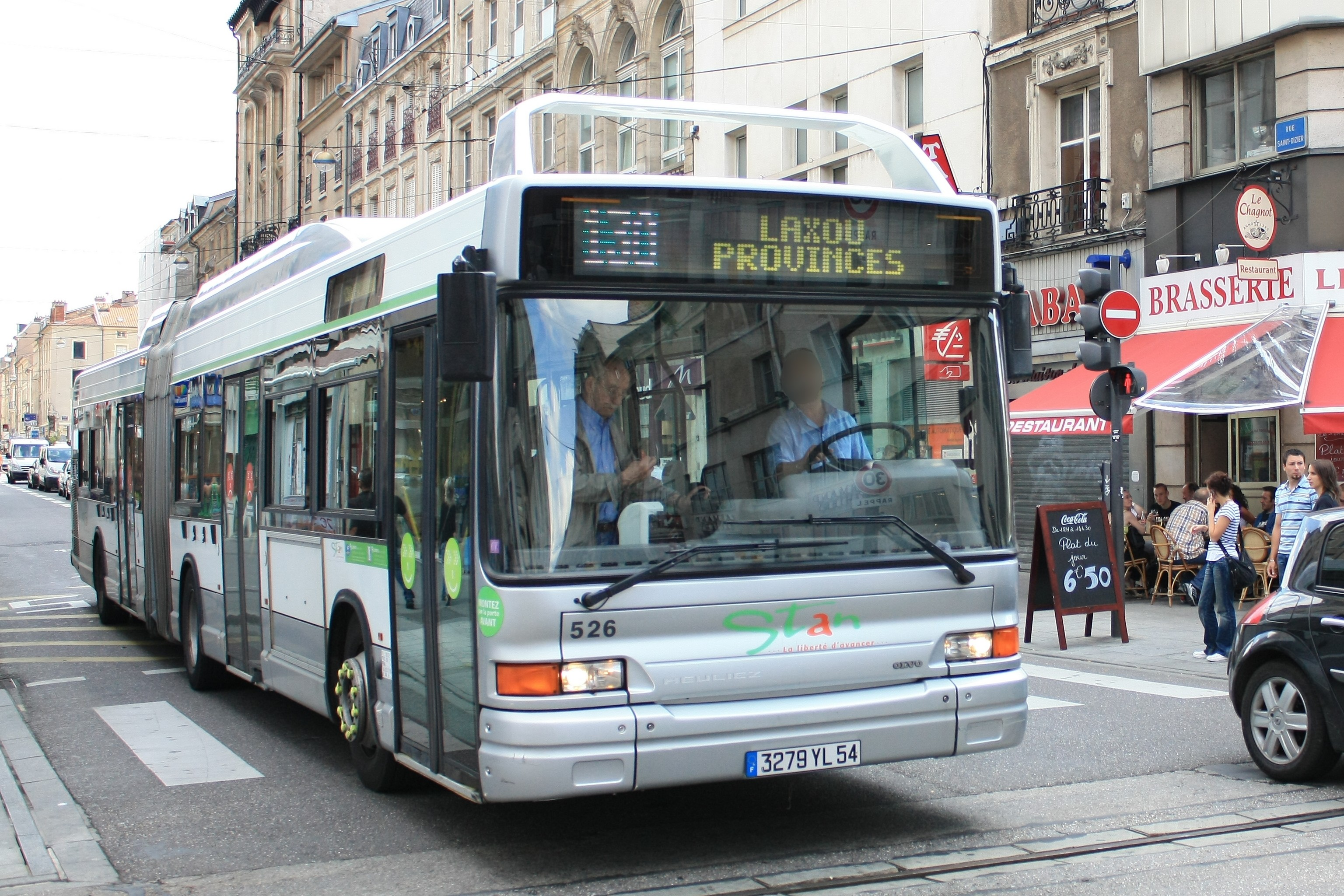
Heuliez GX 417
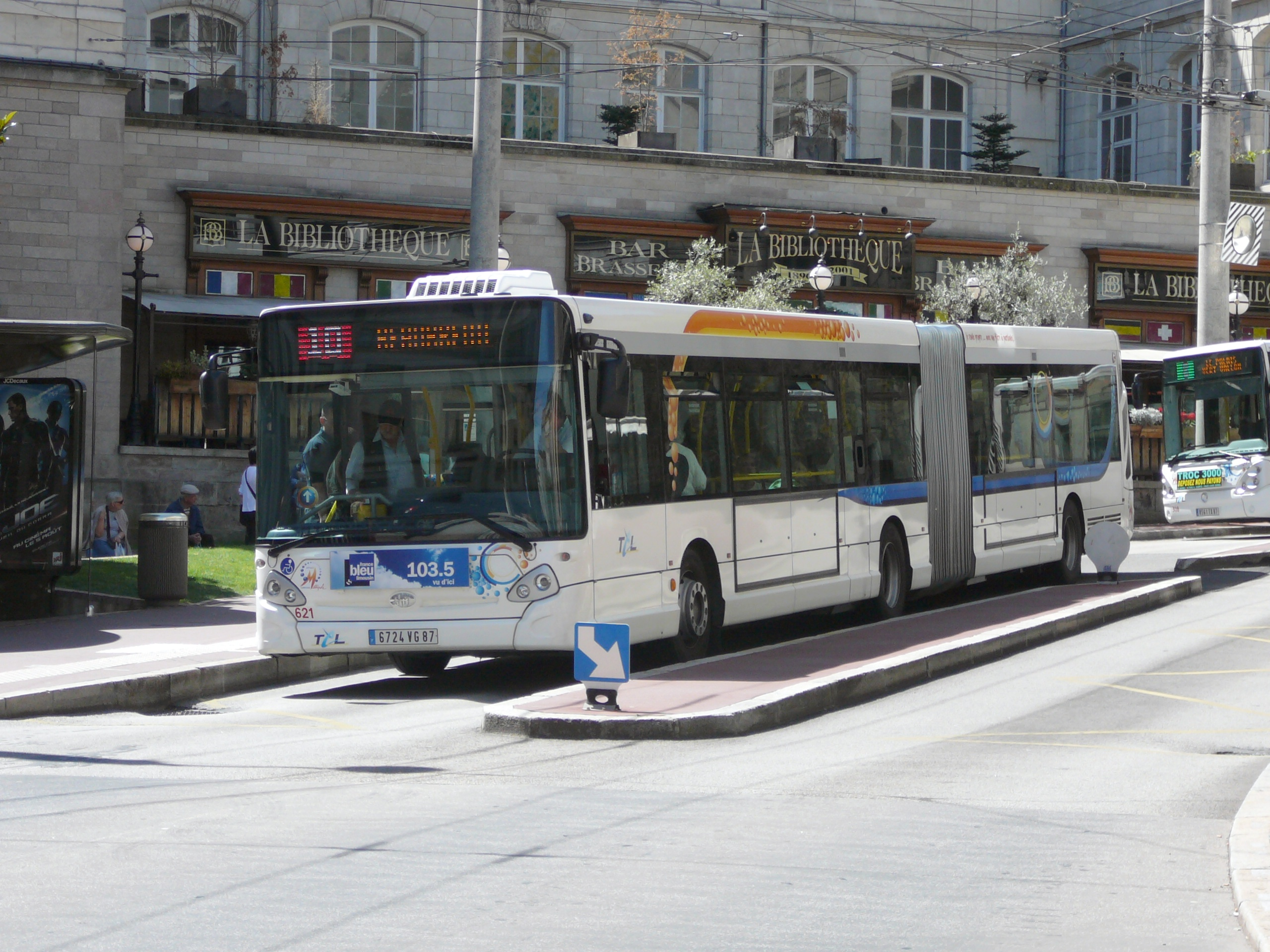
Heuliez GX 427
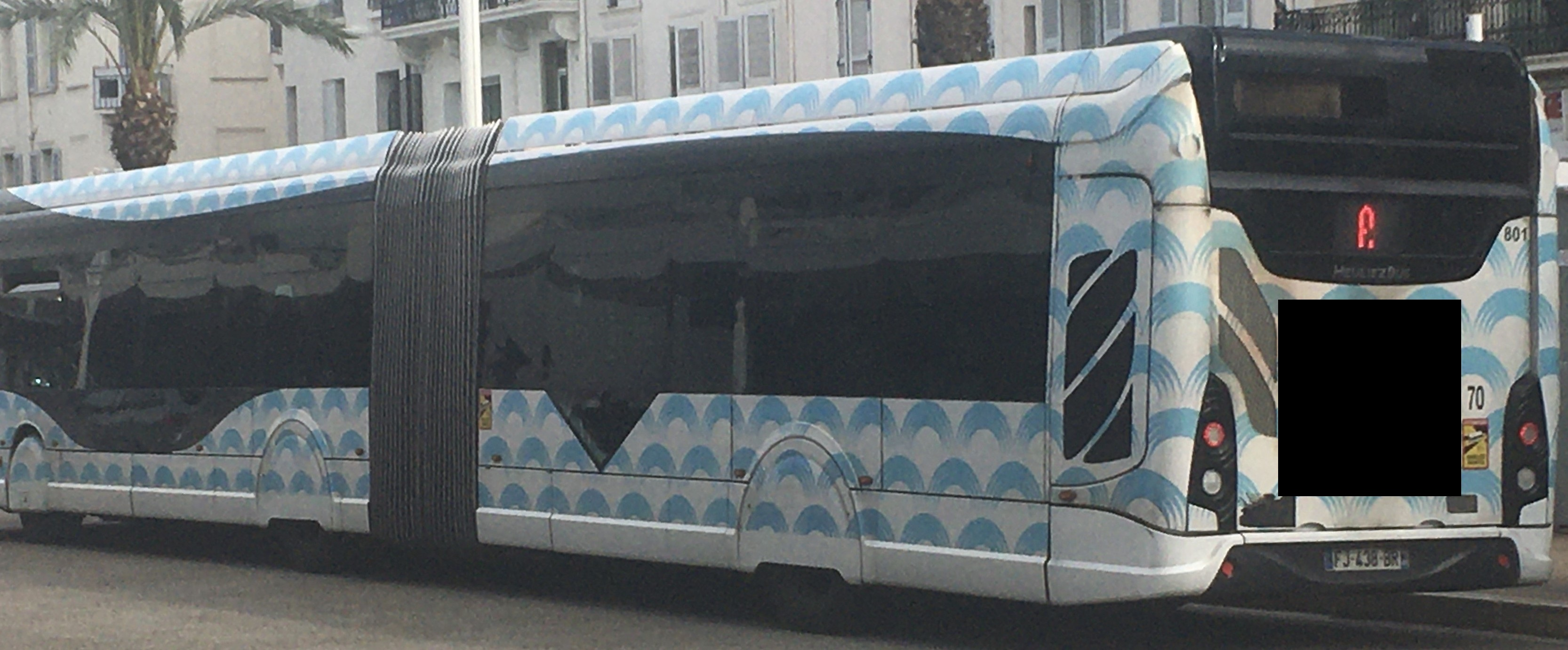
Heuliez GX437 Linium
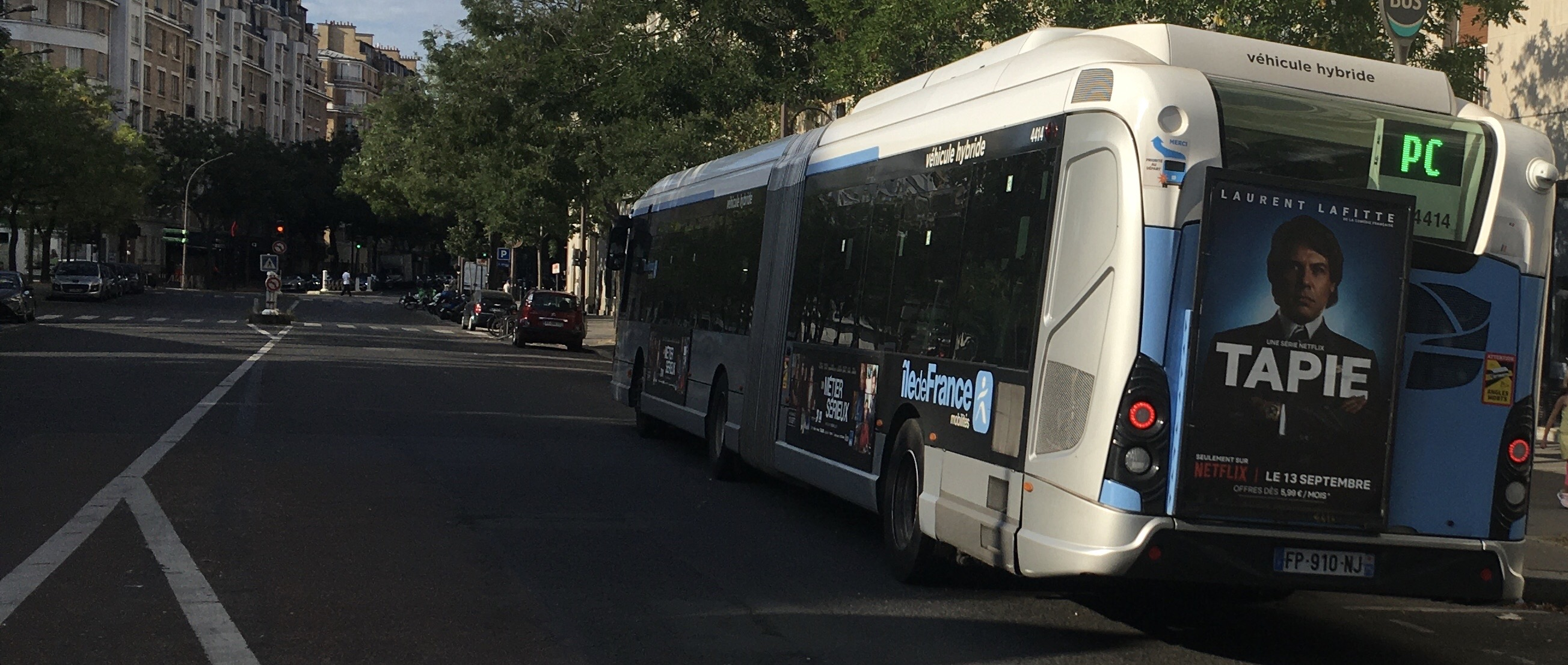
Heuliez GX437 HYB
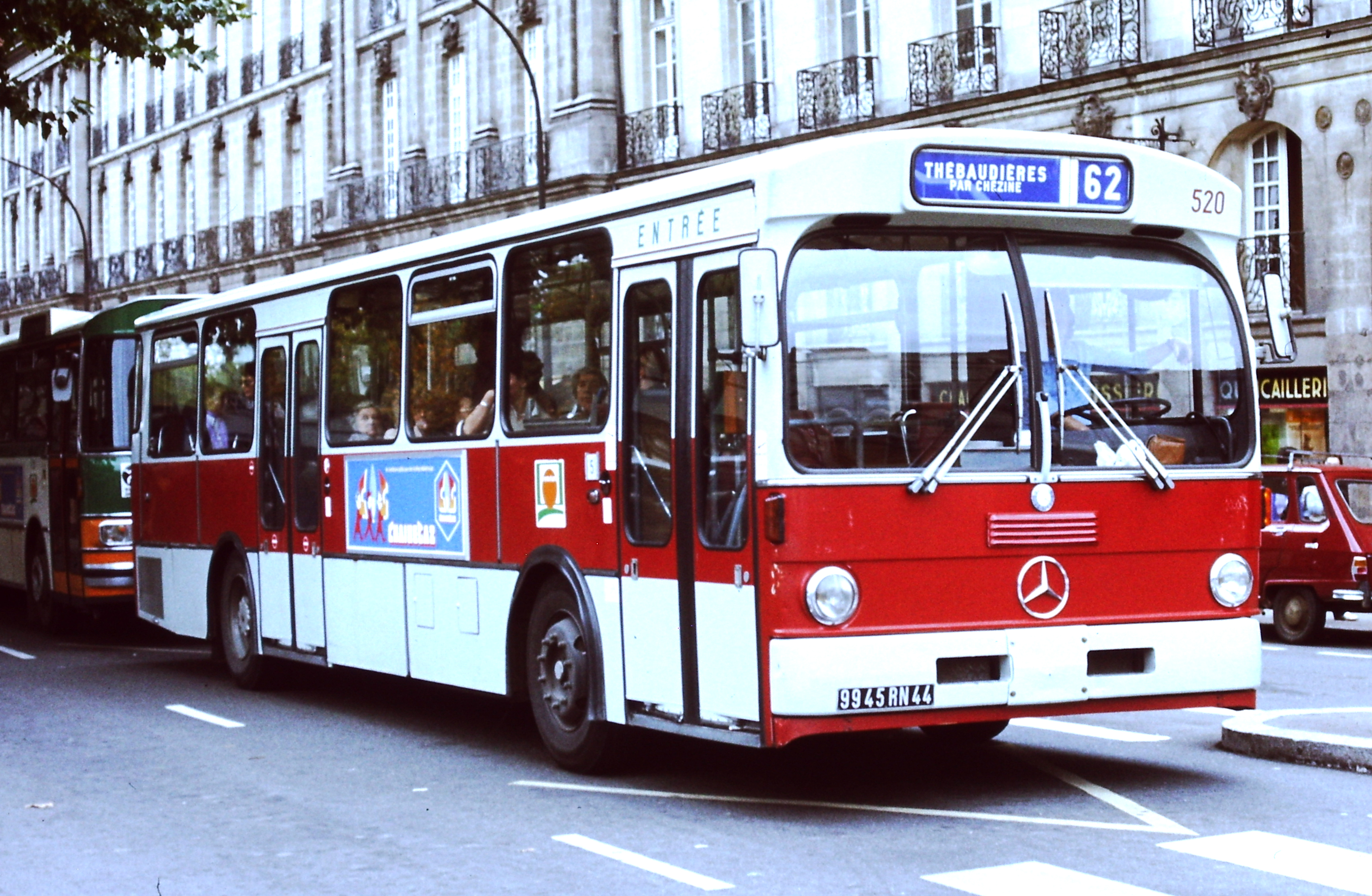
Heuliez O305 te Nantes
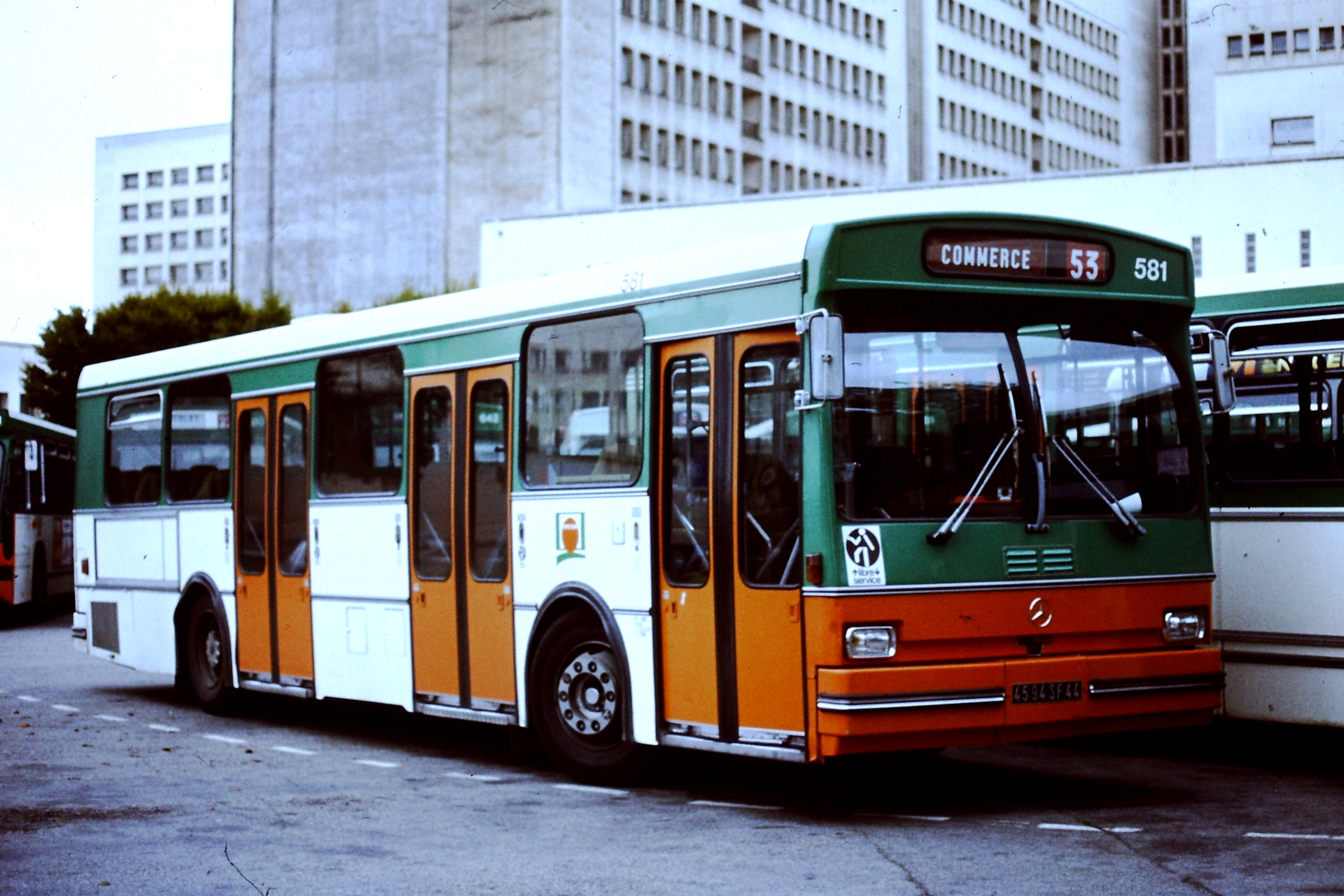
Heuliez O305 te Nantes
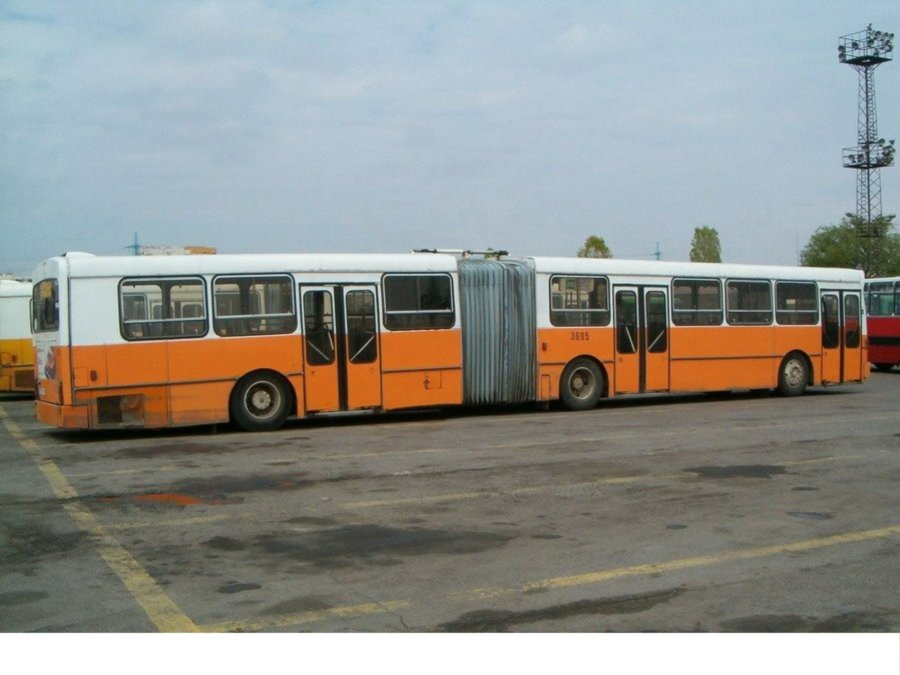
Heuliez O305G
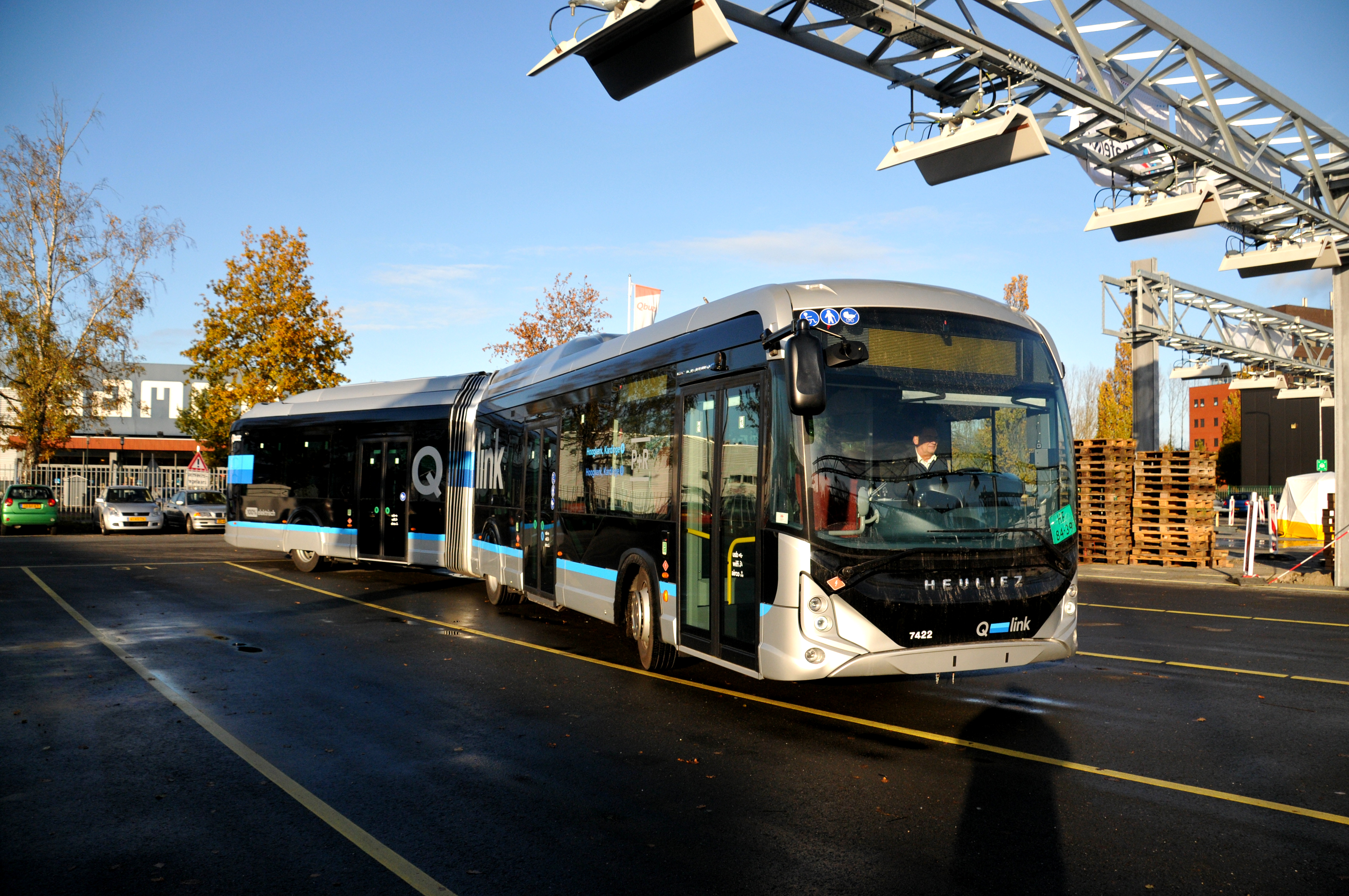
Heuliez GX 437 Linium ELEC te Groningen